# Les Aventures des Galaxy Rangers
Les Aventures des Galaxy Rangers (Adventures of the Galaxy Rangers) est une série télévisée d'animation américaine de 65 épisodes créé en 1986. En France, le dessin-animé  a été diffusé à partir du 9 septembre 1987 sur la chaine Antenne 2, dans l'émission Récré A2. Cette série de science-fiction, bien que peu connue, est pourtant de qualité. A l'animation traditionnelle, étaient ajoutées des séquences faites par ordinateur (notamment sur les écrans d’ordinateur de nos héros).
Cette série est un "space western", un western spatial: mélangeant "Space Opéra" et western. En effet, les Galaxy Rangers doivent, en véritables rangers de l'espace avec des chevaux cybernétiques, faire régner l'ordre sur les planètes de la confédération terrienne.

## Synopsis
On suit principalement les aventures de quatre membres des Galaxy Rangers qui possèdent un implant bionique qu'ils peuvent activer grâce à leur insigne de ranger et qui augmente leurs facultés.
- Zachary Foxx le leader, avec une arme bionique dans son bras gauche
- Walter Hartford surnommé 'Doc', le génie en informatique avec son implant qui le transforme en "ordinateur vivant"
- Niko la seule femme du groupe avec des pouvoirs psychiques
- Shane Gooseman avec des bio-défenses qui le rendent pratiquement invincible

## Voix
| Rôles                 | Anglaises     | Allemandes                 | Françaises          |
| --------------------- | ------------- | -------------------------- | ------------------- |
| Zacharias Foxx        | Jerry Orbach  | Horst Stark (de)           | Daniel Beretta      |
| Shane Gooseman        | Doug Preis    | Reent Reins (de)           | Michel Le Royer     |
| Walter „Doc“ Hartfort | Hubert Kelly  | Lutz Schnell (de)          |                     |
| Niko                  | Laura Dean    | Sabine Falkenberg (de)     | Christine Delaroche |
| Captain Kidd          | Earl Hammond  | Peter Heinrich (de)        | Henri Poirier       |
| Commander Walsh       | Earl Hammond  | Rolf Jülich (de)           | Raoul Delfosse      |
| Waldo Zeptic          | Henry Mandell | Franz-Josef Steffens (de)  |                     |
| Zozo                  | Bob Bottone   | Andreas von der Meden (de) |                     |

## Épisodes
1. Phénix (Phoenix)
2. Tortuna (Tortuna)
3. Le Cerveau Transfert (Mindnet)
4. Le repaire de la reine (Queen's Lair)
5. Enchaînés (Chained)
6. Un million d'émotions (One Million Emotions)
7. Le sorcier de l'espace (Space Sorcerer)
8. Le hors-la-loi (Wildfire)
9. La baleine de l'espace (Space Moby)
10. Shaky (Shaky)
11. Le pouvoir intérieur (The Power Within)
12. (Renegade Rangers)
13. La psycho-crypte (Psychocrypt)
14. La hache (The Ax)
15. Les Traash (Traash)
16. Aux confins des ténèbres (Edge of Darkness)
17. L'armada (Armada)
18. La contrebande (Smuggler's Gauntlet)
19. La Station Fantôme (Ghost Station)
20. Les jeux (Games)
21. La porte des étoiles (Stargate)
22. Drôles d'oiseaux (Birds of a Feather)
23. Place au spectacle (Showtime)
24. Le cœur de Tarkon (Heart of Tarkon)
25. Meurtre à bord de l'Andorian Express (Murder on the Andorian Express)
26. La Déesse de la Lumière (Lady of Light)
27. Contact (Tune-Up)
28. Les kiwis magnifiques (The Magnificent Kiwi)
29. Le grand sorcier (Mistwalker)
30. L'appel de détresse (Progress)
31. Équilibre naturel (Natural Balance)
32. Une charmante petite bête (Mothmoose)
33. Pierres d'étoiles (Bronto Bear)
34. Nouvelle Frontière (New Frontier)
35. Le duel (Shoot-Out)
36. Scarecrow, l'épouvantail (Scarecrow)
37. Un bétail empoisonnant (In Sheep's Clothing)
38. L'invasion (Invasion)
39. Le bras rebelle (Rogue Arm)
40. Un coup de folie (Buzzwang's Folly)
41. Le grand élan (Round-Up)
42. Une paire d'as (Aces and Apes)
43. La vengeance de l'épouvantail (Scarecrow's Revenge)
44. Le badge du pouvoir (Badge of Power)
45. La méga-entité (Boomtown)
46. Les super soldats (Supertroopers)
47. L’étranger (Galaxy Stranger)
48. Le seigneur des sables (Lord of the Sands)
49. La Terre Promise (Promised Land)
50. Les Arbres a gomme (Marshmallow Trees)
51. Les nouveaux Territoires (Westride)
52. La pluviofugition (Rainmaker)
53. Le transformeur (Changeling)
54. La guerre de la musique (Battle of the Bandits)
55. Le cheval de fer (Horsepower)
56. Don Quichotte (Don Quixote Cody)
57. Un amour de robot (Ariel)
58. Le duel (Rusty and the Boys)
59. La lune de Texton (Trouble at Texton)
60. Tortuna Rock (Tortuna Rock)
61. Le fer et le feu (Fire and Iron)
62. La tour de combat (Tower of Combat)
63. Le cadeau de la vie (Gift of Life)
64. Rayon de soleil (Sundancer)
65. Battement de cœur (Heartbeat)

## Commentaires
- En même temps que sa diffusion sur Antenne 2, le dessin animé a bénéficié d’une gamme de jouets en magasin[1].
- Le générique français a été interprété par François Montagut[1] sur la musique originale américaine.

### Source de la traduction
- (de) Cet article est partiellement ou en totalité issu de l’article de Wikipédia en allemand intitulé « Galaxy Rangers » (voir la liste des auteurs).